# Vitos
Vitos est une entreprise française de textile.
La marque appartient depuis le 7 mai 2015 à Julien Provos-Raguenau.

## Historique

### Fabricant de mailles
A la fin du XIXe siècle, à Troyes, berceau de la maille et la bonneterie, Léon Vitoux, un ingénieur, crée son usine de production de bas et chaussettes fantaisie.
Au début XXe siècle, Léon Vitoux invite son gendre dans l’affaire pour l’assister dans le développement de l’activité et la production de tous les textiles : coton, soie naturelle, laine & mérinos, soie et laine artificielles. L’arrivée en 1919 de son fils Marcel dans l'organigramme de l'entreprise va marquer une étape importante avec l'ouverture de nouvelles usines de production dans le bassin troyen ainsi qu'un atelier de teinture. Mais c'est l'invention en 1925 de la première machine individuelle à remailler les bas, appareil électro-pneumatique servant à remailler les bas en soie et en nylon qui ont filé. Elle a probablement été inventée pendant la seconde guerre mondiale, sur la base de machines américaines modifiées pour l'occasion. L'invention est due à Marcel Vitoux, fils de Léon Vitoux, fondateur des Établissements Vitoux, ingénieur comme son père qui amène la création d’une branche mécanique au sein des Ets Vitoux.
Bien que destinée aussi à la vente générale au public, la machine à remailler les bas est présentée par les établissements Vitoux comme un outil pratique et compact permettant aux professionnels de la vente de bonneterie d'effectuer les opérations courantes d'entretien des bas. Une iconographie spécifique est développée à cet effet, avec panonceaux, affichettes et plaques émaillées, ainsi qu'un programme de formation attribuant un badge « remaillage Vitos » aux personnes ayant effectué la formation[réf. nécessaire].
La croissance soutenue des années 50-60 et le développement du travail des femmes rend l'activité de remaillage (activité de travail à domicile)intéressante pour beaucoup de femmes qui « ont un peu de temps ». Les Établissements Vitoux créent des kits complets à destination des futures remailleuses (affichettes publicitaires, cours gratuit, démonstratrice pour le démarrage de l'activité) afin de développer la vente de leurs machines. Le modèle de base de la remailleuse Vitos est commercialisé 50.000 Francs dans les années 1950/60 (en comparaison une maille de bas se facture 50 francs)

### Marque de prêt-à-porter
En 1925, la marque Vitos est déposée. La même année les Ets Vitoux créent leur première collection sous le nom de Vitos. La marque investit massivement après-guerre dans les nouveaux textiles avec l’introduction au niveau industriel des fils synthétiques et notamment le Crylos, fruit d’une collaboration avec Rhône-Poulenc et le Spoutnyl.
Vitos devient l'une des premières marques de vêtements prêt-à-porter  en France. S’enchainent les créations coup sur coup des départements lingerie en tricot (bas sans couture) puis pull-over fully-fashioned.
En 1959, la société est introduite à la bourse de Paris et il s’ensuit les lancements du coupé cousu, une collection haute-Couture pour Madeleine de Rauch et  mi-70 : des chemisiers, jupes et pantalons. En 1984, les activités textiles  sont regroupées dans une nouvelle entité, Vitos sa. qui fermera la dernière unité de production à Chaumont en 1989. La collection de prêt-à-porter 1990 sera la dernière sous la marque Vitos.

### Autres activités, diversification et scission
L’activité mécanique et plus particulièrement la gravure de précision débute dans les années 1930. Elle se révélera à partir des années 1980 un superbe relais de croissance et de substitution à la production fortement concurrencée par la délocalisation dans les pays émergents. Apres une montée progressive dans le capital du groupe familial, La lainière de Roubaix  (groupe Prouvost) devient l’actionnaire majoritaire en 1984. Réorganisation, restructuration et montages financiers donnent naissance à la nouvelle entité VEV (Vitos-Ets Vitoux), leader mondial de la machine à graver de précision qui deviendra Gravograph.
En 1924, Marel Vitoux, passionné de sport, crée le Stade de l'Aube à Troyes (aujourd'hui le stade du club de foot l'ESTAC).

### Fin du groupe textile VEV (1991-2004)
En 1990, Pierre Barberis est appelé aux commandes du groupe VEV pour le redresser.
En 1991, le groupe VEV, 3e groupe textile en France, employant 11 000 salariés est au bord de la faillite. Un pool bancaire sous l'égide du CIRI réussit à le sauver de la faillite.
Dans les années qui suivent des ventes de filiales jugées comme non stratégiques à la bonne marche du groupe ainsi que des plans sociaux ont lieu ponctuellement, accompagnées de grèves dans les années qui suivent, notamment dans les filiales les moins porteuses (fil à tricoter de la Lainière de Roubaix, une filiale du groupe VEV qui sera finalement cédée en 1993 avant a cessation d'activité en 1999). D'autres filiales ont dû mieux valoriser leurs productions pour les amener vers une production de haute qualité comme la filière Boussac Tissus d'ameublement. Pour la fabrication de chemises sous licences (Pierre Cardin, Dior, Thierry Mugler), afin de dynamiser les bénéfices, l'heure est à la production hors des frontières avec le développement de la sous-traitance au Maroc. Dans le prêt à porter féminin (Rodier) la stratégie est incertaine et les franchisés s'inquiètent : leur gamme est réduite d'un tiers, alors qu'en même temps elle est distribuée via la Serap et les magasins Metro concurrençant directement les boutiques Rodier,,.
Par ailleurs le groupe, héritier des filatures textiles et de la bonneterie, s'est diversifié dans des métiers sans réelle pensée stratégique en achetant de petites unités de production qui ont du mal à peser sur le marché. On y trouve ainsi des housses de siège pour voiture (filiale Customagic) dont le groupe essaie de se séparer. Un fabricant de tissé teint dans les Vosges (Nomexy). Un réseau de boutiques Pingouin qui n'a plus grand sens après la vente de la Lainière de Roubaix, qui l'approvisionnait auparavant.
En 1993, le groupe retrouve l'équilibre financier et, en 1994, Pierre Barberis conclut : l'affaire VEV est terminée.
En 2003, le groupe VEV représente encore 1 300 salariés en France, mais sa situation financière est tendue. Le groupe a accumulé un endettement de 69 millions d'euros, pour des fonds propres de 2,2 millions d'euros et un résultat semestriel (1er semestre 2013) négatif de 7 millions d'euros.
Le groupe textile VEV (Vitos - Établissements Vitoux) a été placé en redressement judiciaire en janvier 2004.
En avril 2004, la filiale regroupant les activités de Rodier trouve repreneur : Folia, un trader parisien qui génère un chiffre d'affaires de 47 millions d'euros en 2003. Seconde filiale à trouver repreneur, Boussac Tissu d'ameublement-Faldini part chez les tissus Pierre Frey (60 millions de chiffre d'affaires)

### Relance et nouvelle stratégie
En 2017, la marque est relancée par la cinquième génération de la famille Vitoux,,,,,,,,.